# Kent Butterworth
Pour les articles homonymes, voir Butterworth.
Kent Butterworth est un réalisateur, producteur et acteur américain.

## Filmographie

### Comme réalisateur
- 1984 : G.I. Joe: The Revenge of Cobra (en) (TV)
- 1992 : Les Vacances des Tiny Toons (Tiny Toon Adventures: How I Spent My Vacation) (vidéo)
- 1993 : The Adventures of Sonic the Hedgehog (série télévisée)
- 1995 : What a Mess (série télévisée)
- 1996 : The Mouse and the Monster (en) (série télévisée)
- 1997 : Johnny Bravo (série télévisée)

### Comme producteur
- 1993 : The Adventures of Sonic the Hedgehog (série télévisée)
- 1998 : Monster Farm (en) (série télévisée)